# Canonnière (fortification)
Pour les articles homonymes, voir Canonnière (homonymie).
Une canonnière est un emplacement défensif, sur des fortifications, où l'on place les premières armes à feu (bâtons à feu, arquebuses, bombardes à main ou couleuvrines placées dans des canonnières au nom spécifique, « arquebusière », « couleuvrinière », « bombardière ») qui remplacent progressivement au XVe et XVIe siècles les arcs et arbalètes utilisés dans les meurtrières. Comme pour l'archère, l'arbalétrière et l'archère-canonnière, les castellologues ont remis en cause l'utilité défensive de la canonnière, les armes à feu, portables ou non, étant peu efficaces et peu nombreuses dans les arsenaux à cette époque. Les canonnières n'avaient vraisemblablement pour but que de couvrir les travaux d'approche des ennemis et de symboliser la puissance militaire du château ou de la place forte.

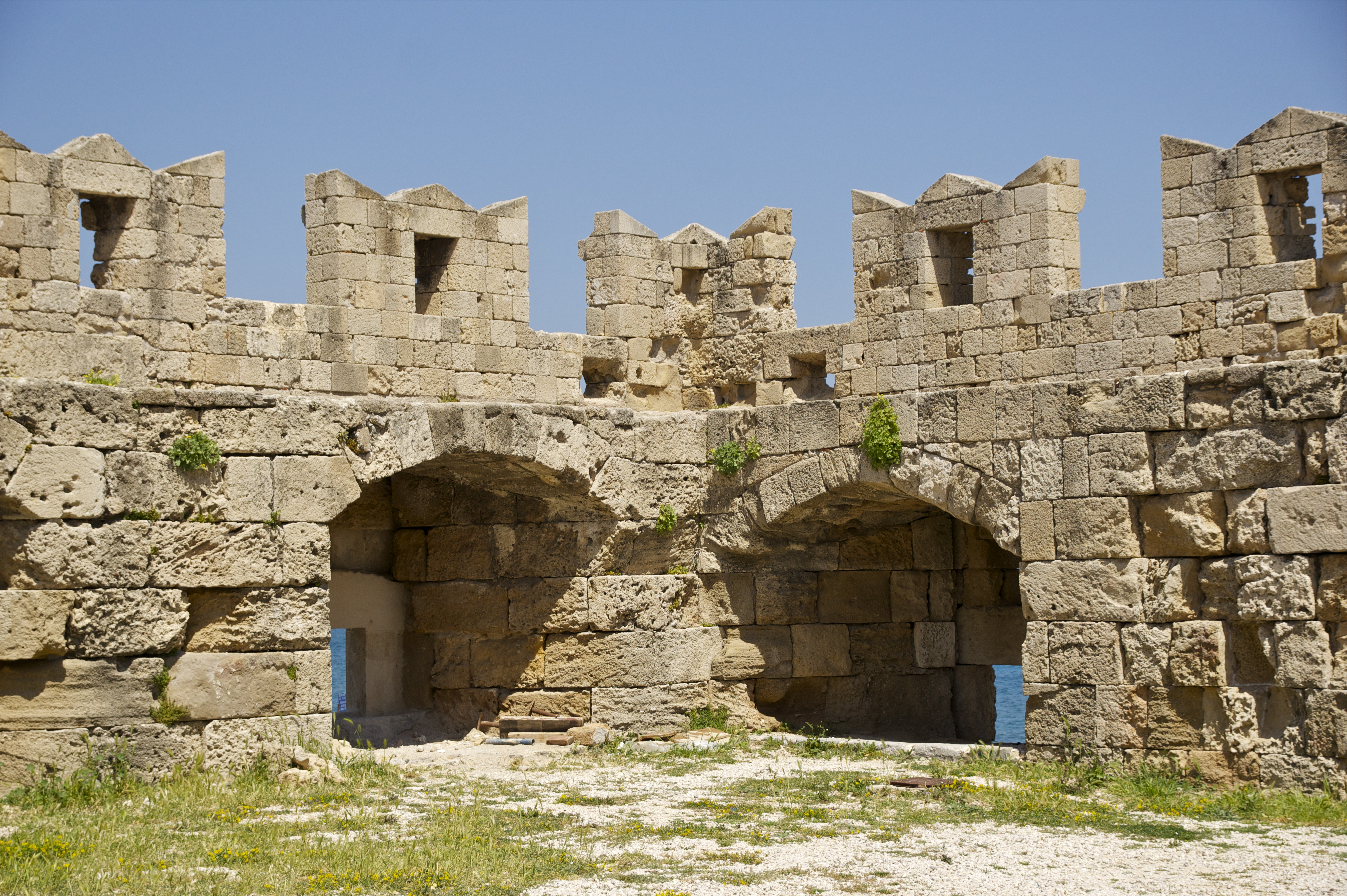
Deux canonnières des remparts de Rhodes.

## Historique
Dans l'état des connaissances actuelles, les premières canonnières à double ébrasement également appelée « canonnière à la française » sont celles rencontrées dans le château de Charles VIII à Dijon entre 1485 et 1495.

## Évolution

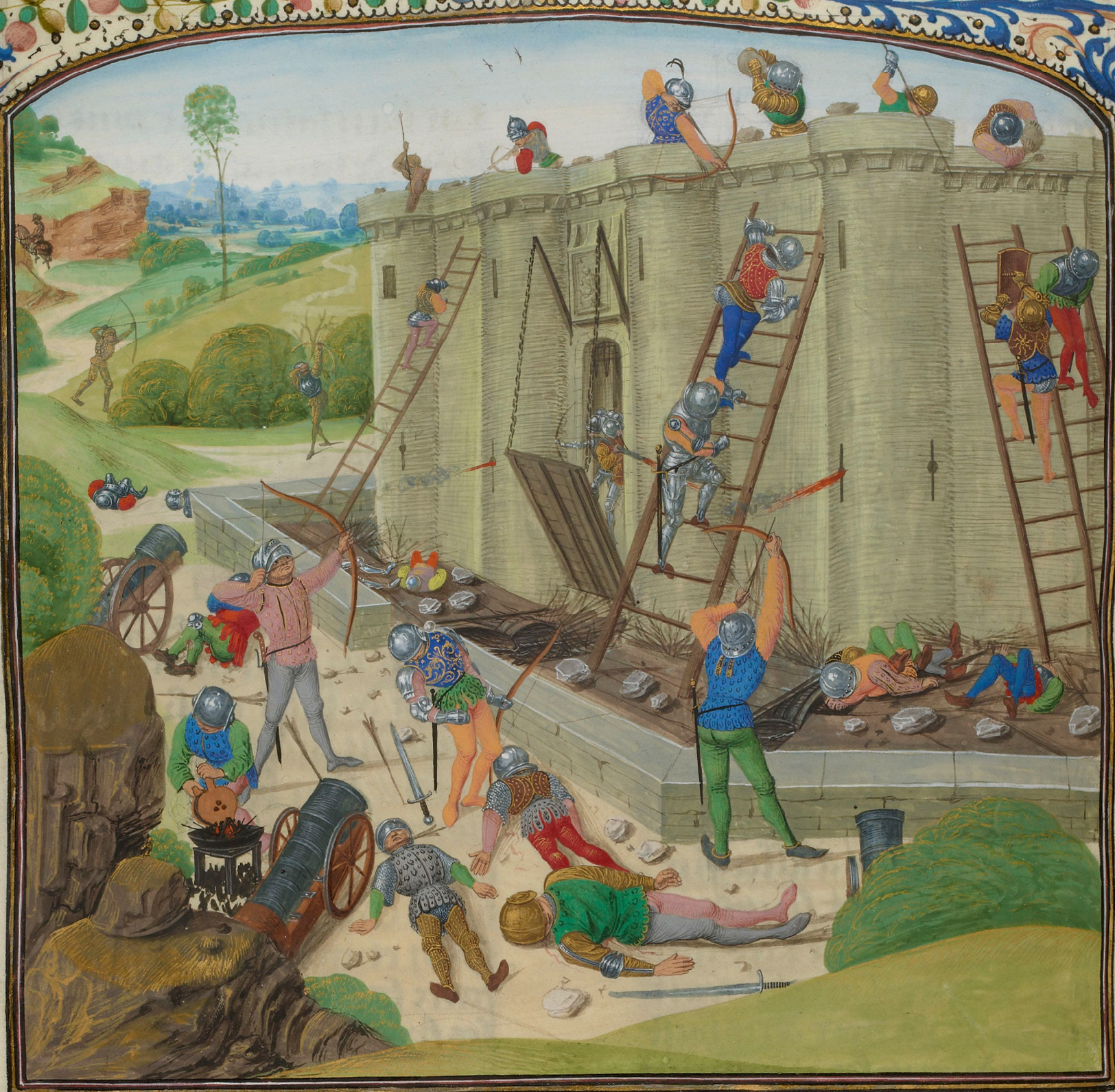
Arquebuses sortant des fentes d'archères-canonnières, miniature du siège de Brest.

Ces ouvertures sont plus ou moins élaborées en fonction de la direction du tir, de sa portée et de la protection du desservant. Elles peuvent être rectangulaires, ovoïdales ou circulaires (appelés louches), sont évasées vers l'extérieur et parfois équipées de redents. La prise en compte de l'arme à feu qui se développe au XIVe siècle (armes portatives telles que les bâtons à feu, arquebuses ou couleuvrines, armes semi-lourdes telles que crapaudines et bombardes) est perceptible avec l'apparition de l'archère-canonnière, ouverture de tir mixte présentant à la fois la fente verticale de l'archère pour les armes à corde et l'ouverture circulaire de la bouche à feu (orifice circulaire puis carré parfois, souvent en entonnoir, ce qui permet la manœuvre latérale des armes) pour les armes à feu (le plus souvent il s'agit d'une archère transformée au XVe siècle ou au XVIe siècle), cette mixité s'expliquant par le côté rudimentaire des premières pièces qui ne peuvent tirer en cadence. Son aspect est varié « à la fois par le positionnement de l'orifice (le plus souvent à la base de la fente, mais parfois en son milieu) et dans certains cas par sa multiplication (deux, voire trois orifices par fente) pour améliorer les possibilités de tir (peut-être aussi parfois par ostentation comme dans le cas de l'archère ». Les archères-canonnières sont le plus souvent appelées arbalétrières-canonnières dans les textes anciens, en raison de l’usage privilégié de l'arbalète à celui des arcs dès le XIIe siècle. Les canonnières se spécialisent progressivement pour les armes portatives individuelles de calibre relativement faible (guère supérieur à 50 mm : couleuvrines, mousquets) et sont équipées de dispositifs d'amortissement de recul, les armes les plus lourdes (veuglaires, bombardes, canons de la défense), peu nombreuses dans les arsenaux, étant plus souvent disposées au sommet des forteresses.
La niche des embrasures devient, avec le développement des canonnières et l'augmentation de la puissance des bouches à feu, une véritable casemate de tir.

## Type
- Embrasure à fente classique, sans ébrasement externe.
- Embrasure à la française à la fin du XVe siècle : la partie la plus étroite de l'ouverture de tir n'est pas au nu du mur extérieur mais à mi-distance de l'épaisseur du mur, et elle est prolongée par un ébrasement extérieur en entonnoir se terminant par une ouverture plus large que haute, rectangulaire ou tendant à l'ovale. Cette disposition a le triple avantage de protéger l'embrasure (dérobant l'arme aux vues de l'assaillant, la protégeant des tirs en écharpe et des écroulements des maçonneries des parapets), de solidifier le mur et de rapprocher le tireur de l'orifice de tir, améliorant sa capacité de visée et de pointage[7].

## Galerie

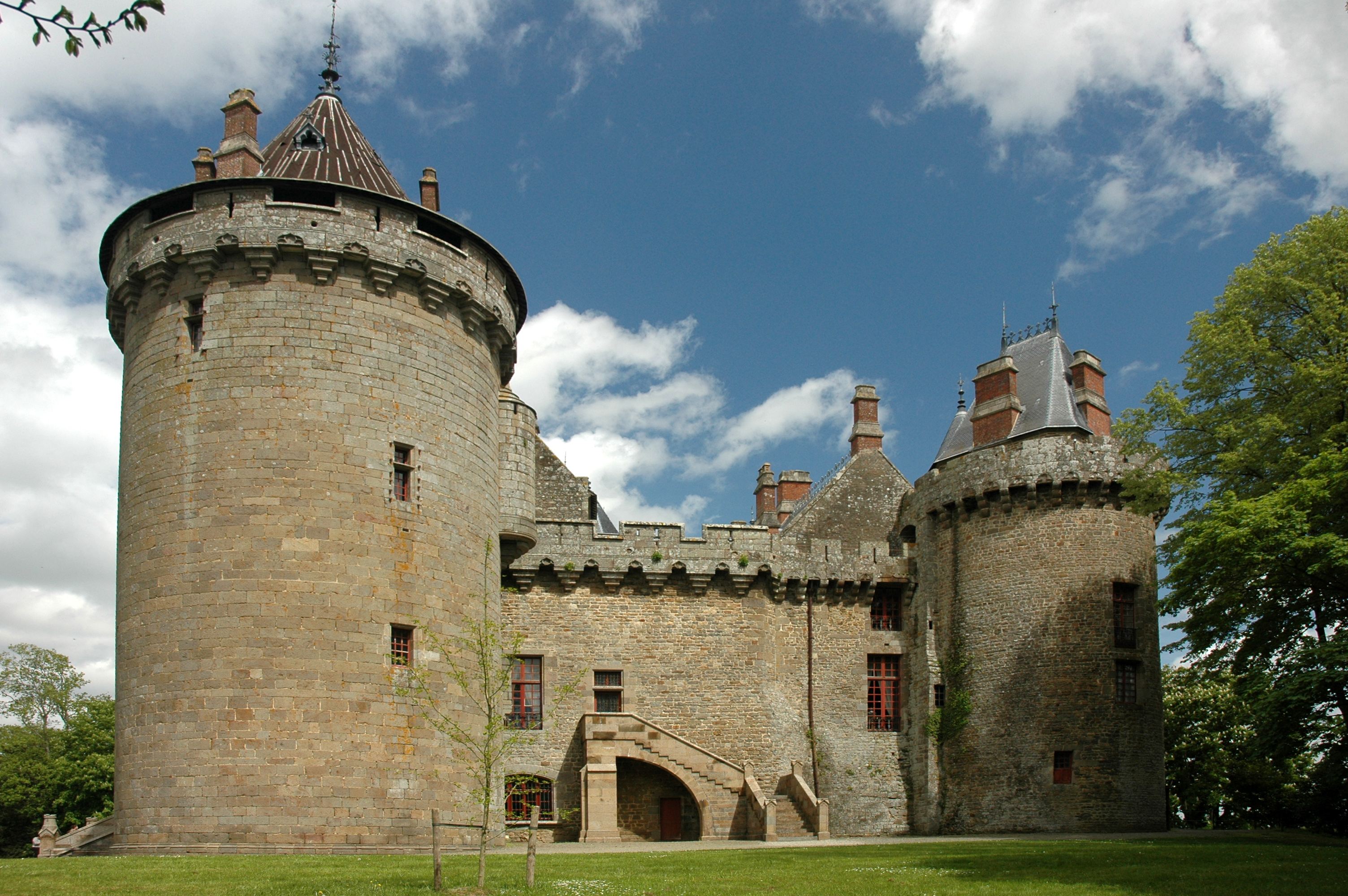
Parapet crénelé doté de petits orifices circulaires, des arquebusières, château de Combourg.
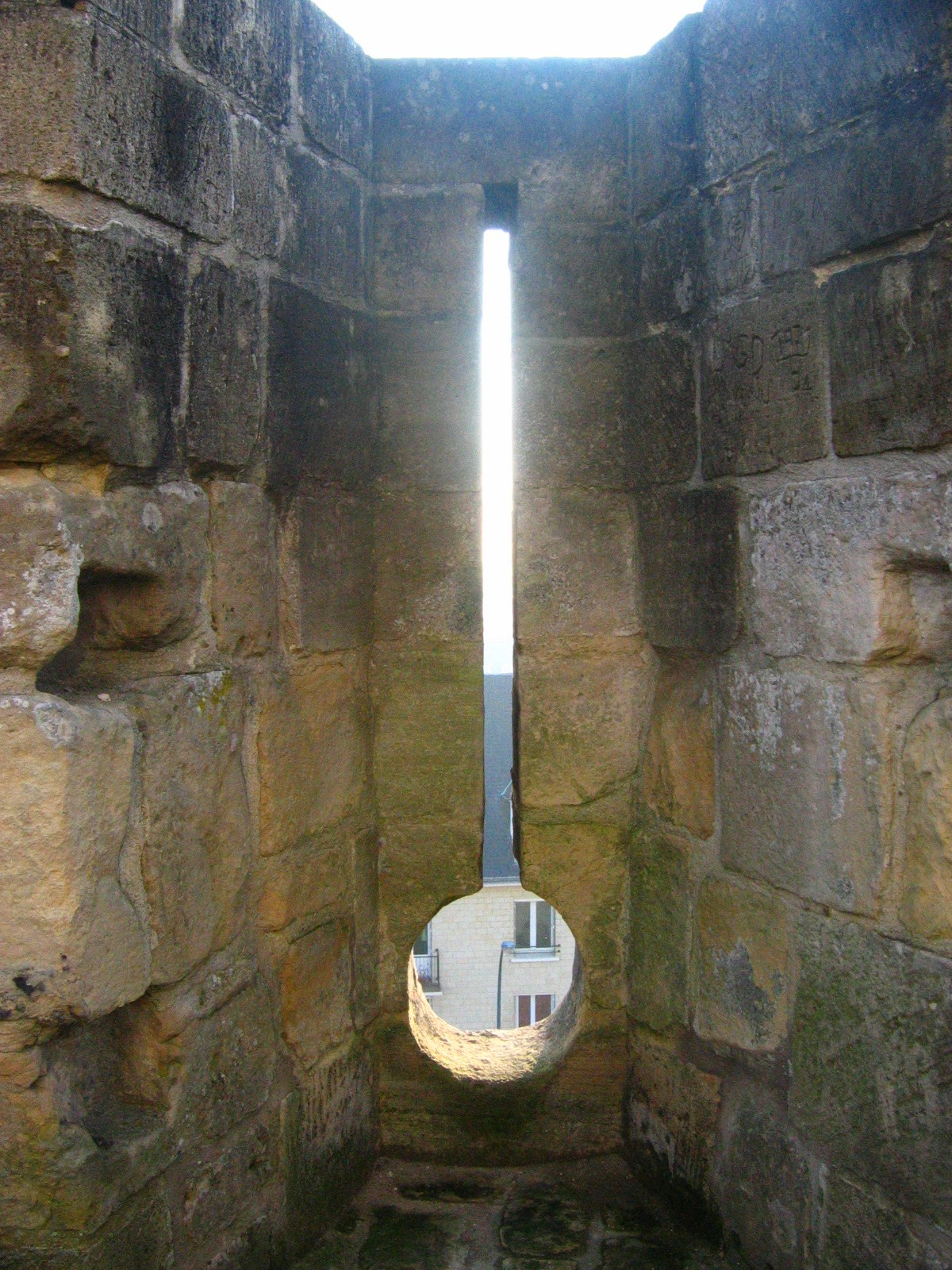
Archère-canonnière à louche, château de Caen.
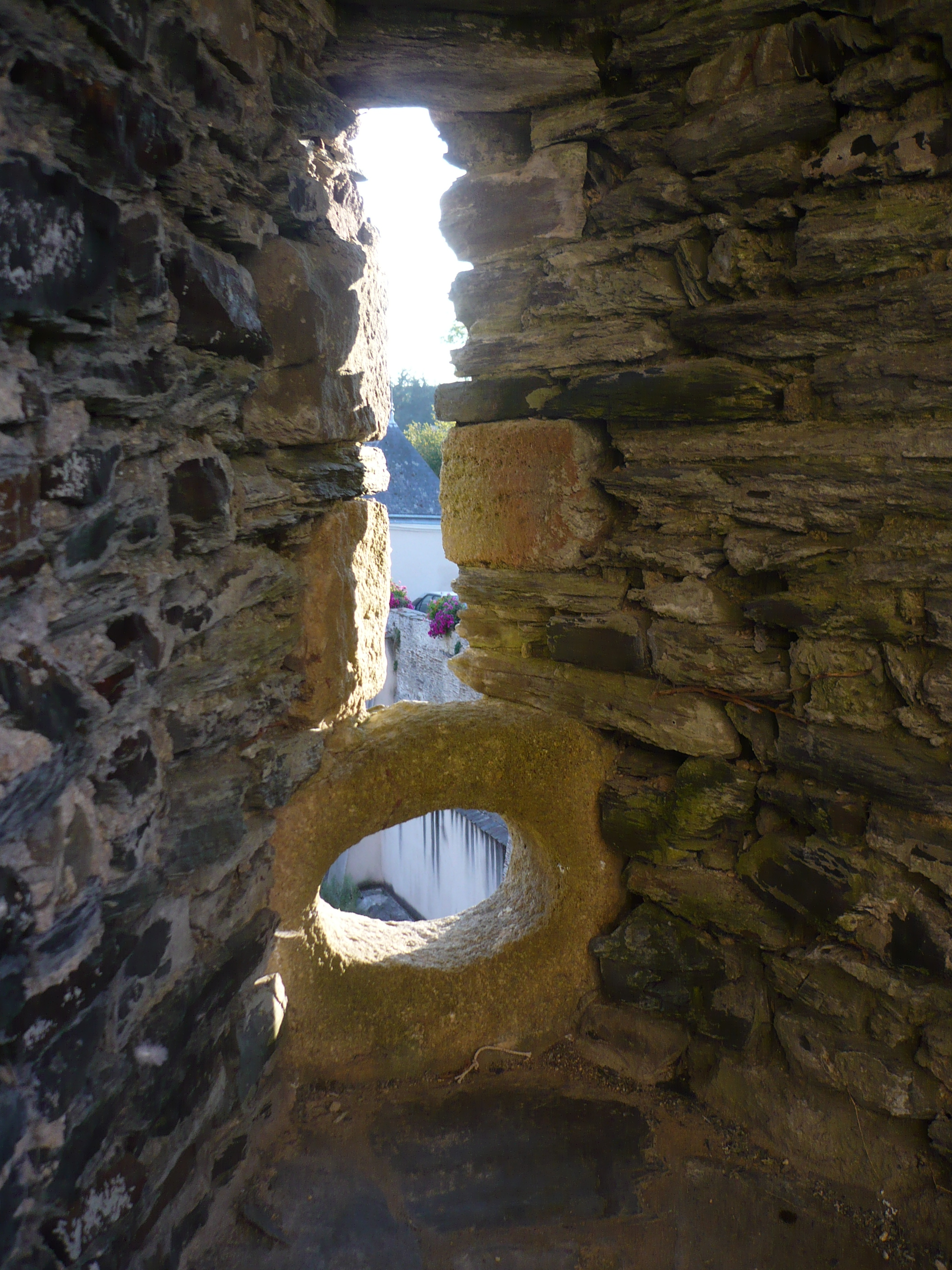
Canonnière ovale percée dans l'allège, château médiéval de Pouancé.
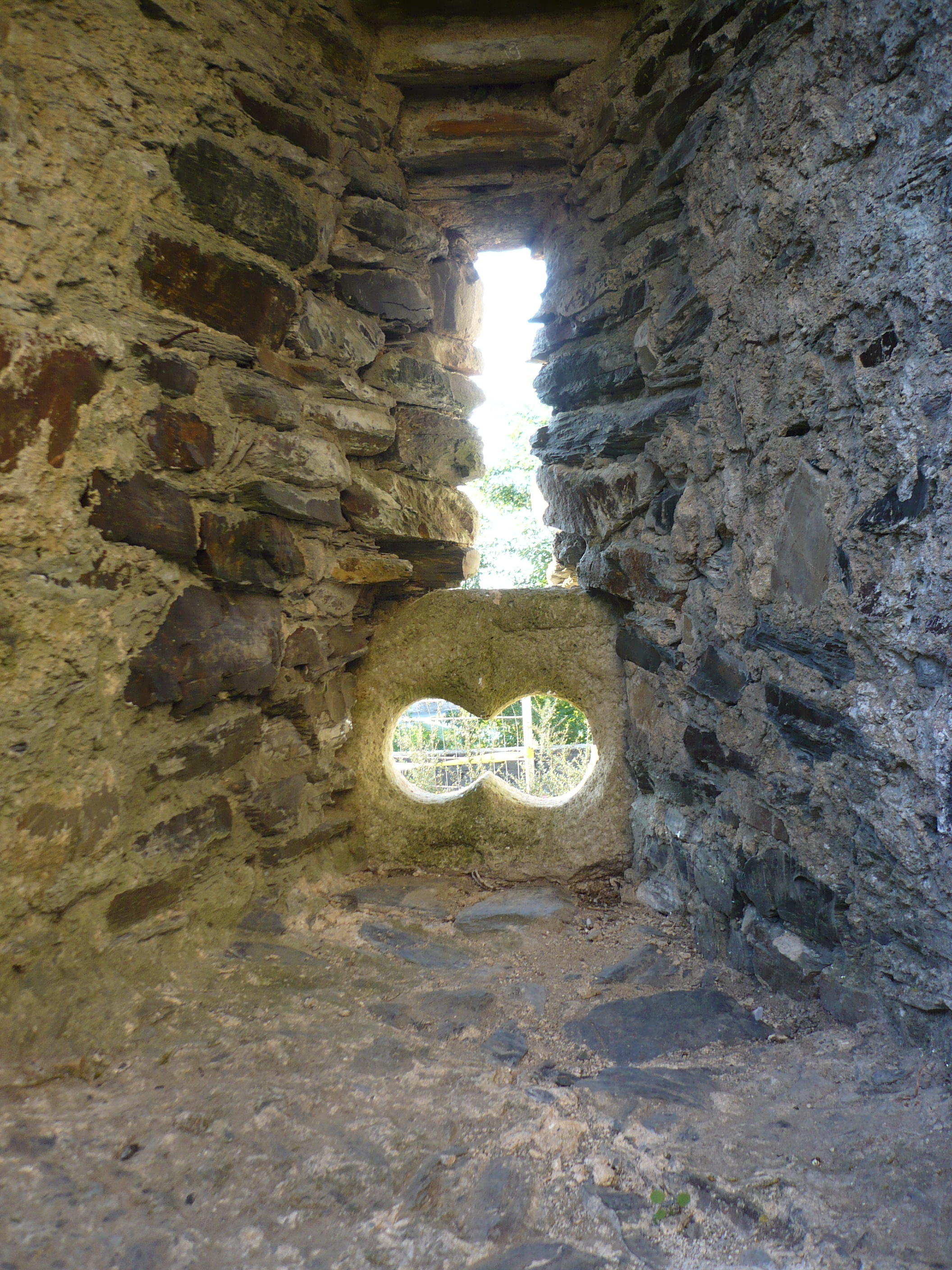
Double canonnière à Pouancé, la fente courte a une double fonction d'aération[8] et de visée[9].
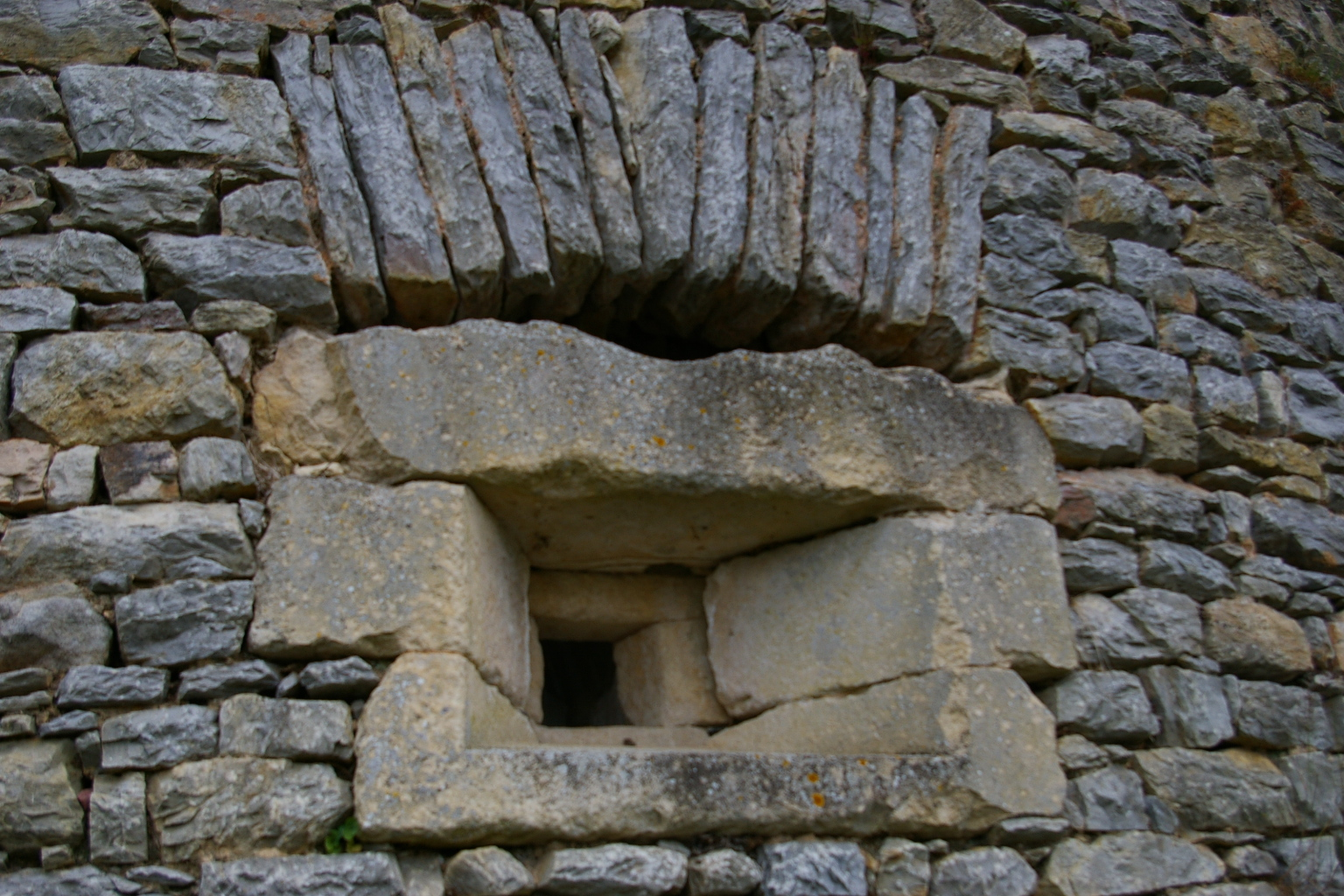
Canonnière carrée au château de Bouillé en embrasure à la française.
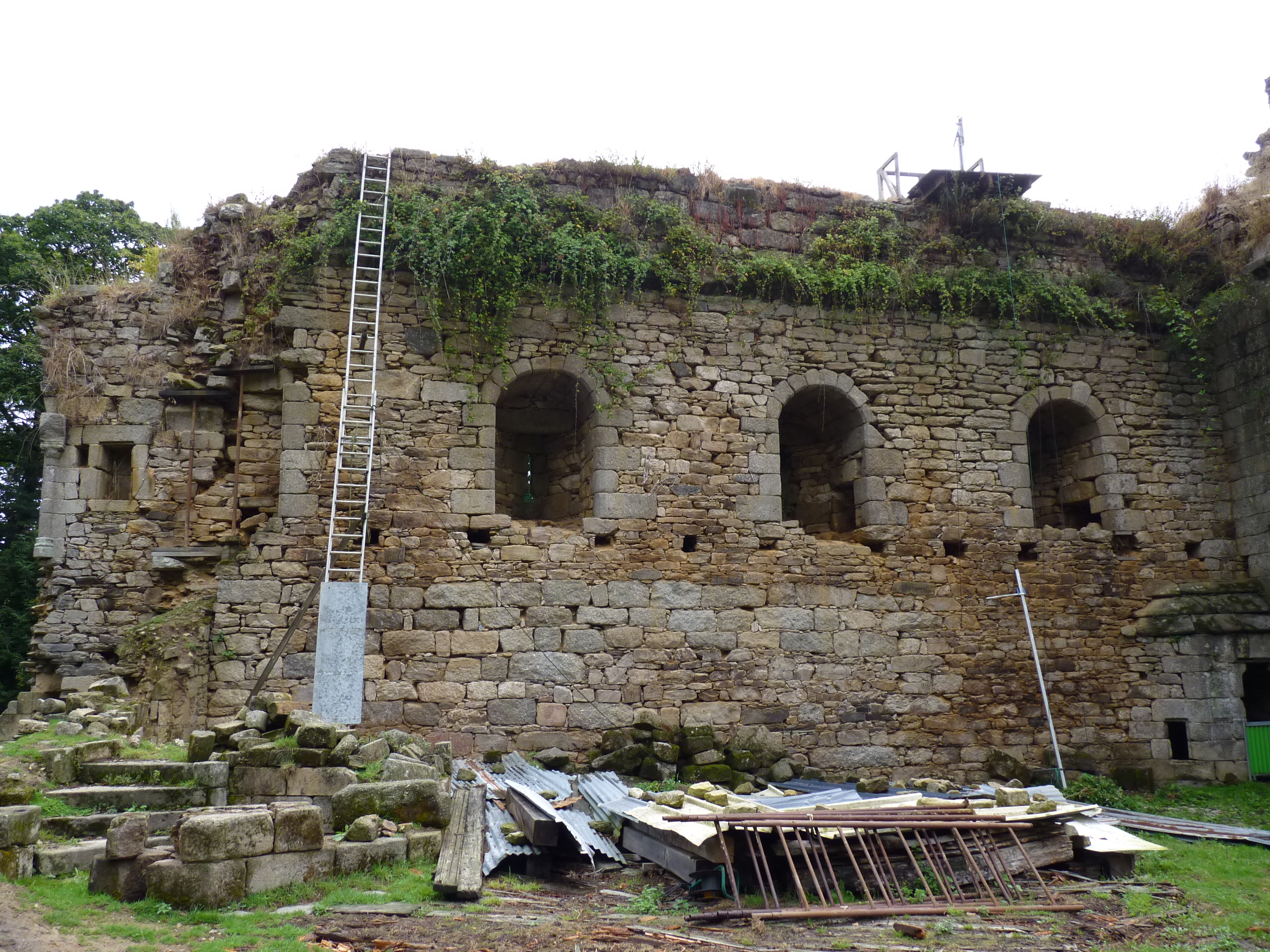
Trois canonnières du château de Coatfrec, avec leurs niches dotées d'un abri pour le tireur.
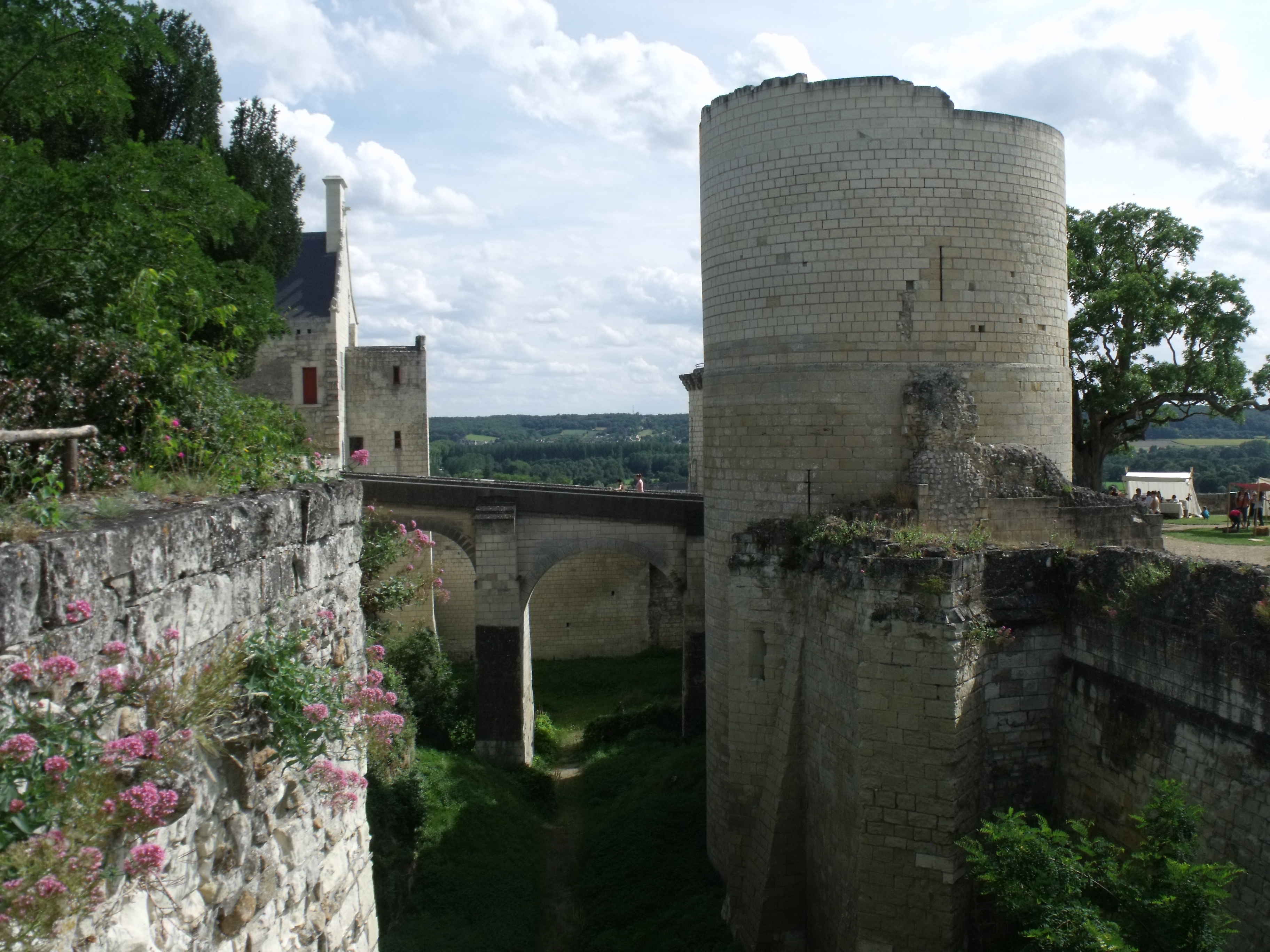
Canonnière constituée uniquement d'une fente, château de Chinon.
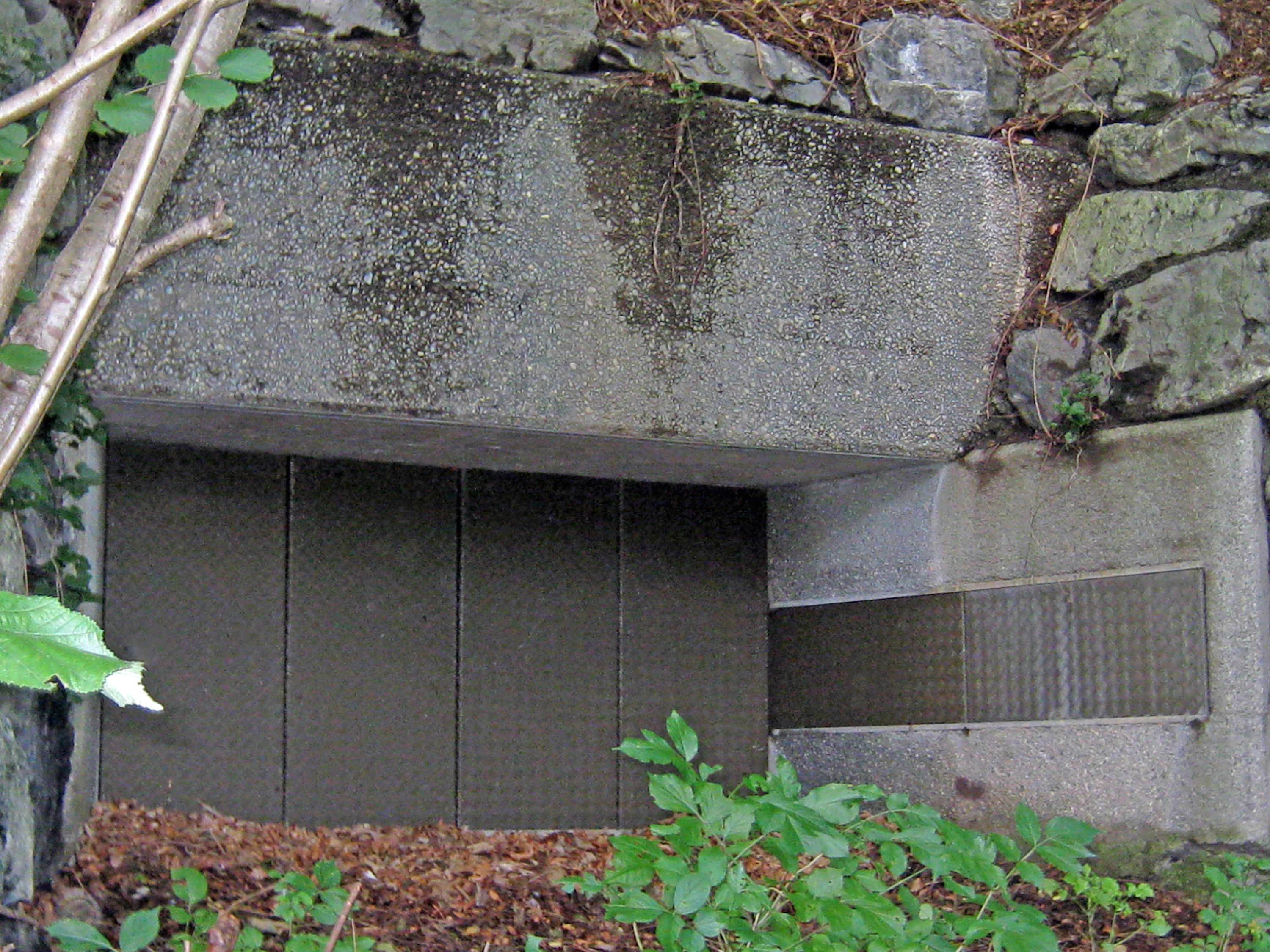
Embrasure de canon antichar Centi en Suisse.